# Giuseppe Jozzi
Giuseppe Jozzi (a volte indicato come Yozi, Jossi o Jozze; Roma, 1710 circa – Roma, 1784) è stato un cantante castrato, clavicembalista e compositore italiano.

## Biografia
Castrato, fu sopranista in ruoli comici e seri a Roma tra il 1729 - quando debuttò nella cantata Arianna e Teseo di Leo - e il 1740. Dopo un intervallo a Venezia, dal 1745 proseguì l'attività a Londra, dove ricevette l'elogio di Burney, ma più come clavicembalista (carriera che sviluppò soprattutto nella capitale inglese) che come cantante. Nel 1750 fu tuttavia costretto a trasferirsi a Stoccarda sotto la probabile spinta di uno scandalo che gli fruttò il marchio di plagiario. Qualificatosi allievo di Domenico Alberti, Jozzi aveva infatti tentato di attribuirsi otto sonate per clavicembalo, ma nel 1748 l'editore Walsh aveva stampato la raccolta come op. 1 di Alberti, denunciando di fatto la contraffazione. Il compositore restò in Germania fino al 1756, continuò a interpretare libretti di Metastasio (già affrontati nel periodo veneziano) e ripubblicò le sonate a proprio nome da Hummel ad Amsterdam nel 1761 e nel 1767. Fu virtuoso di corte a Stoccarda e in Portogallo, dove si esibì più volte, tra il 1765 e il 1768, da protagonista di opere degli italiani Perez e Jommelli. Morì con ogni probabilità a Roma, sua ultima residenza, nel 1784.

## Opere
Autore di musica galante, Jozzi risente dello stile di Alberti, sebbene qualche sporadico tratto personale sembri emergere. La controversia intorno alle otto sonate albertine - ognuna di due movimenti - non è mai stata davvero risolta, e Cooper sostiene che sette movimenti appartengano in effetti all'allievo.
- Concerto per cembalo e orchestra, Parigi, 1758
- Sonate per cembalo, Parigi, 1760
- Otto sonate per clavicembalo (attribuite non unanimemente a Domenico Alberti), Amsterdam, 1761
- A collection of lessons for the harpsicord, Londra, 1761-1762
- Six selected sonatas, Londra, 1769 circa